# Бежовокрило звездочело колибри
Бежовокрилото звездочело колибри (Coeligena lutetiae) е вид птица от семейство Колиброви (Trochilidae).

## Разпространение и местообитание
Разпространен е в Еквадор, Колумбия и Перу.